# Saina Nehwal
Saina Nehwal anhörenⓘ (* 17. März 1990 in Hisar, Haryana) ist eine indische Badmintonspielerin.

## Karriere
2003 gewann Saina Nehwal den Juniorentitel im Damendoppel mit Aparna Balan in Indien. 2007 siegte sie bei den Philippine Open im Dameneinzel, worauf sie sich mittlerweile spezialisiert hat. 2008 war sie bei den Chinese Taipei Open und den indischen nationalen Meisterschaften erfolgreich und wurde Fünfte bei Olympia. Auch gewann sie die Disziplin Dameneinzel bei der 2008 in Pune in  Indien ausgetragenen U19-Weltmeisterschaft. 2009 siegte sie bei den Indonesia Open und 2010 holte sie sich Bronze bei den Asienmeisterschaften. 2010 siegte sie ebenfalls bei den Commonwealth Games. 2012 gewann sie Bronze bei Olympia und siegte bei den Denmark Open. 2014 gewann sie die Australian Open Superseries und schließlich noch als erste Inderin die China Open Superseries Premier. Auch erreichte sie als erste indische Frau das Finale der All England Open im März 2015 und gewann noch im gleichen Monat in Neu-Delhi die Indian Open. Ebenso war sie die erste Inderin auf Platz eins der Weltrangliste.
Im Jahr 2010 wurde sie mit dem Rajiv Gandhi Khel Ratna geehrt.

## Internationale Wettbewerbe
| Jahr | Veranstaltung               | Disziplin   | Ergebnis   |
| ---- | --------------------------- | ----------- | ---------- |
| 2005 | India International         | Dameneinzel | Siegerin   |
| 2006 | Philippine Open             | Dameneinzel | Siegerin   |
| 2006 | India International         | Dameneinzel | Siegerin   |
| 2007 | India International         | Dameneinzel | Finalistin |
| 2008 | Chinese Taipei Open         | Dameneinzel | Siegerin   |
| 2009 | Indonesia Open              | Dameneinzel | Siegerin   |
| 2009 | Syed Modi International     | Dameneinzel | Siegerin   |
| 2010 | India Open                  | Dameneinzel | Siegerin   |
| 2010 | Singapur Open               | Dameneinzel | Siegerin   |
| 2010 | Indonesia Open              | Dameneinzel | Siegerin   |
| 2010 | Commonwealth Games          | Dameneinzel | Siegerin   |
| 2010 | Hong Kong Open              | Dameneinzel | Siegerin   |
| 2011 | Swiss Open                  | Dameneinzel | Siegerin   |
| 2011 | Malaysia Masters            | Dameneinzel | Finalistin |
| 2011 | Indonesia Open              | Dameneinzel | Finalistin |
| 2011 | BWF Super Series Finals     | Dameneinzel | Finalistin |
| 2012 | Swiss Open                  | Dameneinzel | Siegerin   |
| 2012 | Thailand Open               | Dameneinzel | Siegerin   |
| 2012 | Indonesia Open              | Dameneinzel | Siegerin   |
| 2012 | Olympische Spiele           | Dameneinzel | Bronze     |
| 2012 | Denmark Open                | Dameneinzel | Siegerin   |
| 2012 | French Open                 | Dameneinzel | Finalistin |
| 2014 | Syed Modi International     | Dameneinzel | Siegerin   |
| 2014 | Australian Open             | Dameneinzel | Siegerin   |
| 2014 | China Open                  | Dameneinzel | Siegerin   |
| 2015 | Syed Modi International     | Dameneinzel | Siegerin   |
| 2015 | All England                 | Dameneinzel | Finalistin |
| 2015 | India Open                  | Dameneinzel | Siegerin   |
| 2015 | Badminton-Weltmeisterschaft | Dameneinzel | Finalistin |
| 2015 | China Open                  | Dameneinzel | Finalistin |
| 2016 | Australian Open             | Dameneinzel | Siegerin   |
| 2017 | Malaysia Masters            | Dameneinzel | Siegerin   |
| 2017 | Badminton-Weltmeisterschaft | Dameneinzel | Bronze     |